# Kupers
Kupers ist ein niederländischer Familienname.

## Herkunft und Verbreitung
Kupers ist ein Berufsname und bezieht sich auf den Küfer. Niederländische Schreibvarianten des Namens lauten Kuipers, Kuijpers und (vor allem in Belgien) Kuypers oder Cuypers. Der Name ist verwandt mit dem deutschen Familiennamen Küppers (siehe dort für weitere Varianten), der hauptsächlich in den an den niederländischen Sprachraum angrenzenden Gegenden Westdeutschlands vorkommt. Wie im Deutschen stellt das auslautende -s auch bei den niederländischen Varianten einen patronymischen starken Genitiv dar. Eng verwandt ist auch der sehr ähnlich abgeleitete englische Nachname Cooper.

## Namensträger
- Thijmen Kupers (* 1991), niederländischer Leichtathlet